# 菲利普·米勒

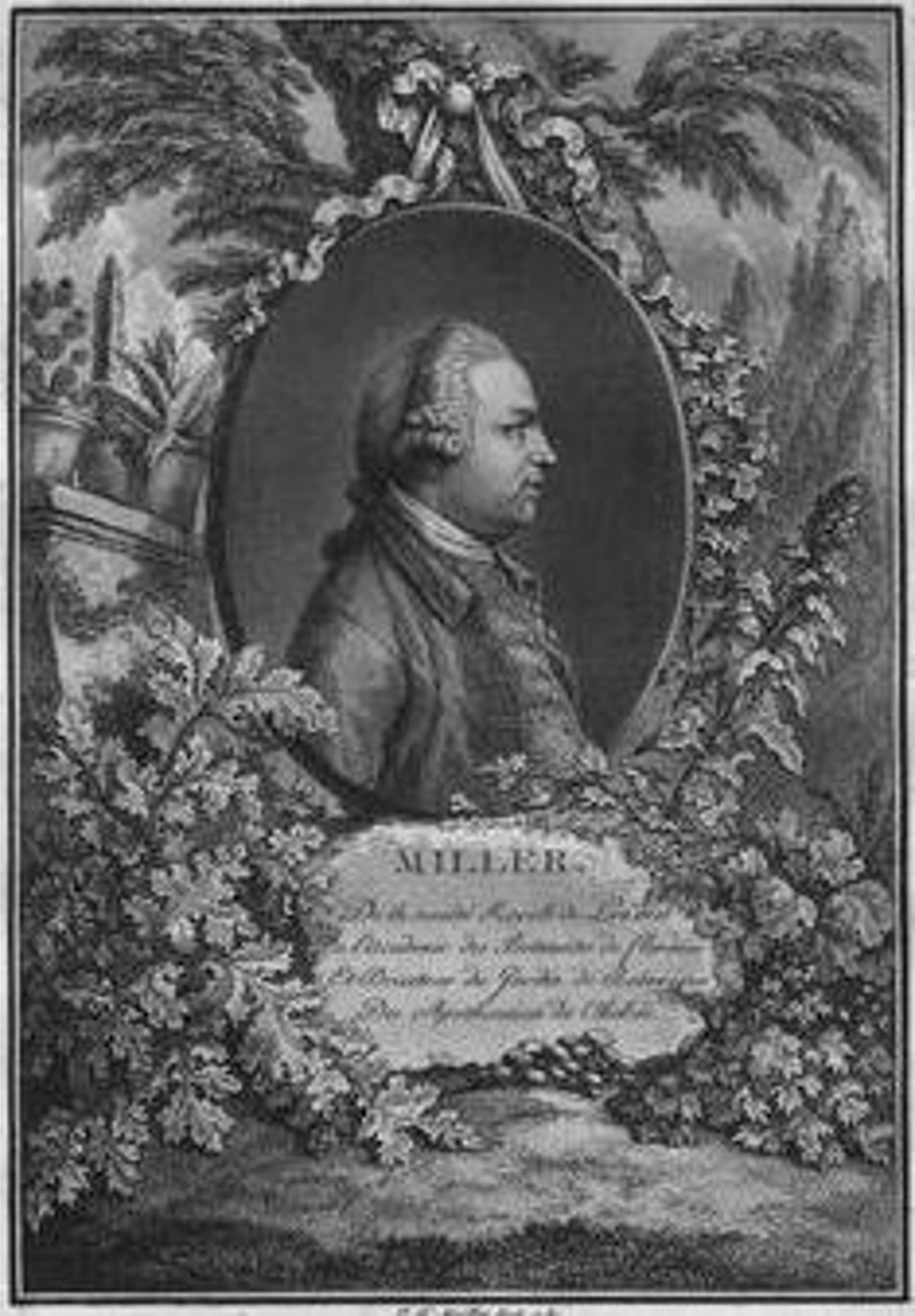
1787年出版的《The Gardener's Dictionary》中广泛流传的错误菲利普·米勒肖像

菲利普·米勒（英語：Philip Miller，1691年—1771年12月18日）为苏格兰植物学家，英国皇家学会会员。
1691年，米勒出生于德特福德或格林威治。自1722年起担任切爾西藥草園的首席园丁，直到他死前不久才被迫退休。1764年7月，植物学家彼特·克林逊（Peter Collinson）访问了切爾西藥草園并在他的摘录本中写下對米勒的評價，他認為米勒“极大提高了切爾西藥草園的声誉，其各目各科来自各种气候环境的海量植物远胜于其他欧洲植物园”。
1724年，出版《园丁与花商词典，暨园艺完整体系》(The Gardener's and Florists Dictionary or a Complete System of Horticulture。1731年，出版《培养及提高厨房蔬果花卉花园方法的园丁词典》（The Gardener's Dictionary containing the Methods of Cultivating and Improving the Kitchen Fruit and Flower Garden），随后多次修订，米勒晚年完成第八版；乔布·巴斯特（Job Baster）将该书翻译为荷兰文出版。
米勒常与其他植物学家交流，收集世界各地的植物标本。许多植物均由其首次引种回英国。米勒对活体植物有所研究，也因此被选为英国皇家学会会员。他指导的威廉·艾顿（William Aitonwho）后来成为了邱园的首席园丁，以及威廉·弗西斯（William Forsyth）后来被用于命名连翘属属名“Forsythia”。第四代贝德福德公爵约翰·罗素聘请去监督修剪沃本修道院的果树，并照顾那些由种子长成的美国树木，特别是常青树。这些树种由约翰·巴特拉姆采集装于木桶内，通过米勒自宾夕法尼亚州介绍引入。1733年至1766年，在六十位成员组成的财团的资助下，通过约翰·巴特拉姆的木桶把膠冷杉（Abies balsamea）和刚松（Pinus rigida）等美洲植物引进英国。
起初，米勒不愿意使用卡尔·林奈发明的双名法，而更乐意用约瑟夫·皮顿·德杜恩福（Joseph Pitton de Tournefort）和约翰·雷发明的分类方法。虽然如此，林奈依然给予米勒的《园丁词典》很高的评价。他保留了一些被林奈废除的生物学记号，而现代植物学家也沿袭了他这样的做法。虽然米勒早在1754年第四版中就开始使用二名法有效的描述了落叶松属及香莢蘭屬等属，但直到1768年修订《园丁词典》时才完全改用二名法。
1733年，米勒首次把他培育的长纤维棉花种子寄给英国新占领的乔治亚殖民地。这些种子起先种在海岛上长成良种棉花，因最早栽培地而得名海岛棉。1787年法文版《园丁词典》内附的米勒肖像实际上不是米勒本人，而是纽伦堡艺术家约翰·塞巴斯蒂安·米勒之子约翰·弗雷德里克·米勒，作者为梅莱特（C.J. Maillet）。米勒没有真实可信的肖像留存。
米勒的两个儿子都是植物学家，其中查尔斯是剑桥大学植物园的園長。

## 所命名的分類
（列表可能不完整）
- 7个菲利普·米勒命名的生物分类

## 备注
1. ↑  此处错误由阿兰·帕特森（Allen Paterson）发现， 1986:40-41.[4]